# Castello di Zibello
Il castello di Zibello era un maniero medievale, che sorgeva nel centro di Zibello, frazione di Polesine Zibello in provincia di Parma.

## Storia
Il castello difensivo del borgo di Zibello, dipendente fin dall'800 dalla diocesi di Cremona, fu edificato entro il XII secolo, secondo la tradizione sui resti di una fortificazione munita di quattro torrioni costruita in epoca romana per volere di Marco Bruto, pretore della provincia di Cremona. La più antica testimonianza della sua esistenza risale al 1194, quando al suo interno si sposò la figlia del marchese Sopramonte Cavalcabò, signore di Zibello.
Nel 1218 il possente maniero subì un violento attacco dagli eserciti milanese e piacentino, che furono costretti alla resa dagli occupanti cremonesi e parmigiani.
Nel 1249 l'imperatore del Sacro Romano Impero Federico II di Svevia investì il suo condottiero Oberto II Pallavicino di numerose terre del Parmense, tra cui Zibello; tuttavia, nel 1268 le truppe cremonesi attaccarono e conquistarono il maniero, distruggendolo.
Nel XIV secolo i signori di Milano Visconti favorirono il ritorno dei Pallavicino nei loro territori dell'Oltrepò cremonese. Nel 1348 Donnino Pallavicino divise col fratello Oberto l'eredità paterna, ottenendo i feudi di Zibello, Ravarano, Casola, Monte Palerio, Sant'Ilario Baganza, Cella e Parola. Nel 1395 Niccolò Pallavicino ricevette conferma dell'investitura dall'imperatore Venceslao di Lussemburgo.
Nel 1417 il castello zibellino fu assediato dall'esercito del marchese di Ferrara Niccolò III d'Este, condotto da Uguccione dei Contrari con l'aiuto dei capitani Cabrino Fondulo, Bartolomeo Arcelli e Pier Maria I de' Rossi; il 7 gennaio del 1418 Antonio e Donnino Pallavicini, con i figli, furono costretti alla resa e, catturati, furono confinati a Parma. Tuttavia, due mesi dopo i Marchesi riuscirono a fuggire e si diressero a Zibello, ove assaltarono il maniero; Pier Maria I de' Rossi, i conti Sanvitale, il marchese di Soragna e il conte Alberico da Barbiano accorsero in difesa della fortezza, costringendo alla fuga il marchese di Scipione Pietro Pallavicino sopraggiunto in aiuto dei cugini; gli attaccanti furono catturati e l'Estense decise di assegnare il feudo a Cabrino Fondulo. Alla fine del 1420 Niccolò d'Este cedette Parma e il Parmense al duca di Milano Filippo Maria Visconti, che nel 1424 fece catturare il Fondulo, confiscando le sue terre.
Nel 1428 il Parmense fu sconvolto dagli scontri tra i Rossi, i Pallavicino e altre famiglie; al termine dei contrasti, il duca Filippo Maria decise di restituire a vari ex-feudatari le terre perse negli anni precedenti e Antonio Pallavicino, marchese di Ravarano, riottenne il feudo di Zibello; tuttavia, l'anno seguente il cugino Rolando il Magnifico si impossessò del castello e nel 1431 ricevette conferma dell'investitura dal Visconti. Nel 1432 Antonio alienò ufficialmente la metà da lui posseduta di Zibello a Rolando, ma il contratto fu formalizzato solo nel 1434.
Nel 1441 Niccolò Piccinino convinse il duca Filippo Maria del tradimento da parte del marchese Orlando e si fece incaricare di conquistarne lo Stato Pallavicino; attaccato su più fronti, il Pallavicino fu costretto alla fuga e tutti i suoi feudi furono incamerati dal Duca. Nel 1445 il Marchese diede prova di lealtà al Visconti, che acconsentì alla restituzione di quasi tutte le terre confiscate, a eccezione di Monticelli d'Ongina e alcuni altri feudi donati al Piccinino.
Alla morte di Rolando nel 1457 il marchesato di Zibello, unitamente a metà di Solignano, fu ereditato dal figlio Giovanfrancesco; il Marchese, investito al termine della guerra dei Rossi del 1482 anche del feudo di Roccabianca, trasformò il borgo di Zibello nella capitale del suo piccolo Stato e ricostruì il castello.
Alla morte di Giovanfrancesco nel 1497, gli succedette a Zibello il quartogenito Federico, che tuttavia scomparve nel 1502, nominando eredi i figli Giovan Francesco II, Ippolita, Giacoma e Argentina e la moglie Clarice Malaspina; nel 1514 morì anche il marchese Giovan Francesco, testando a favore delle sorelle. Il marchese di Cortemaggiore Gian Lodovico II Pallavicino, marito di Ippolita, si impossessò autoritariamente del castello, di cui detenevano delle quote anche le cognate e i due fratelli di Federico, Bernardino e Rolando, i quali nel 1515 attaccarono il maniero; dopo oltre due mesi di assedio, gli occupanti furono costretti alla resa e i due fratelli presero possesso della fortezza.
Nel 1526 Bernardino morì e la sua metà di Zibello passò al figlio Uberto; nel 1529 scomparve anche Rolando, che, privo di figli maschi, fu costretto dal papa Clemente VII a testare a favore del nipote. Tuttavia, nello stesso anno il marchese Uberto fu scomunicato dal pontefice e nel 1530 il marchese Ludovico Rangoni, genero di Rolando Pallavicino, con l'aiuto delle truppe papali attaccò il maniero, che capitolò dopo un assedio; Ludovico prese così possesso dei feudi di Zibello e Roccabianca, dando origine alla secolare lite giudiziaria nota come Causa Parmensis Status; nel 1533 Uberto ottenne sentenza favorevole, che però fu ribaltata l'anno seguente; nel 1546 il nuovo duca di Parma Pier Luigi Farnese investì ufficialmente di entrambi i feudi Giulio e Pallavicino Rangoni, figli di Ludovico, che ne ricevettero conferma anche dal duca Ottavio.
Nel 1630 ebbe termine la lite giudiziaria tra le due famiglie, con una transazione trascritta in sentenza nel 1632; Zibello tornò ai Pallavicino, mentre Roccabianca fu assegnata ai Rangoni, con la clausola che se questi ultimi si fossero estinti anche quel feudo sarebbe stato restituito ai Pallavicino di Zibello, come effettivamente avvenne nel 1762.
Nel 1806 l'ultimo marchese Antonio Francesco I Pallavicino fu costretto a lasciare Zibello a causa dell'abolizione dei diritti feudali sancita da Napoleone.
Nel 1832 del castello si conservavano ancora una torre alta oltre 100 m e le fondamenta delle altre tre. Tuttavia, nel 1844 i resti furono completamente demoliti allo scopo di riutilizzarne i materiali per la costruzione di una diga a Stagno Parmense, i cui lavori non furono mai nemmeno avviati.